# Baltimore Charm
Le Baltimore Charm sono state una squadra della Legends Football League (ex Lingerie Football League).
Giocavano alla 1st Mariner Arena di Baltimore.

## Colori
Le Charm indossano slip e reggiseno di color bianco con bordi viola e numeri in giallo in casa e viola con numeri in bianco con contorno giallo in trasferta.

## Campionati disputati
Le Charm sono una delle nuove squadre del campionato del 2010-2011 della Lingerie Football League. Hanno esordito il 17 settembre 2010 perdendo per 6-60 con le Philadelphia Passion. Il primo touchdown della storia della squadra è stato realizzato da Ida Bernstein.

### 2010-2011
Squadra: 1 Kristal Gray, 2 Brittany Tegeler, 3 Kelly Campbell, 5 Sharon Bowen, 6 Ida Bernstein, 7 Crystal Keys, 8 Stephanie Rollis, 9 Stacy Moon, 10 Samantha Allen, 11 Erin Long, 12 Katherine Sauter, 13 Erin Maywell, 14 Steffi Thompson, 15 Theresa Watson, 16 Kacey White, 17 Tiana Michael, 18 Morgan Spencer, 20 Chantelle Ringgold.
Risultati. 17.09.2010: Philadelphia Passion - Baltimore 60-6; 01.10.2010: Baltimore - Tampa Breeze 0-33; 05.11.2010: Baltimore - Orlando Fantasy 42-19 (MVP: Kacey White).